# Derviš Sušić
Derviš Sušić (Vlasenica, 3. jun 1925 — Tuzla, 1. septembar 1990) je bio književnik i novinar u SR Bosni i Hercegovini u drugoj polovini 20. veka.

## Obrazovanje i karijera
Zarvšio je osnovnu školu u Vlasenici a nižu gimnaziju u Tuzli. Dok je bio maloletni đak sarajevske Učiteljske škole je 1941. godine učlanjen u SKOJ a 1942. godine je sa grupom učenika otišao u partizane. Njegova politička opredeljenja i životni put su imali značajnog uticaja na teme njegovih književnih dela.
Posle rata bio je omladinski rukovodilac, zatim učitelj i novinar. Radi kao urednik „Omladinske riječi“, a zatim je u periodu 1949—1951. bio urednik sarajevskog dnevnog lista Oslobođenje. Nakon toga u Tuzli biva postavljen za referenta za kulturu i narodno prosvećivanje a zatim za upravnika Narodne biblioteke u Tuzli. Posle ove pozicije biva imenovan za savetnika u Centralnom Komitetu SK BiH u Sarajevu.
Bio je redovni član Akademije nauka i umjetnosti Bosne i Hercegovine.
Umro je u Tuzli 1990. godine.

## Nagrade i priznanja
Derviš Sušić je dobitnik Dvadesetsedmojulske nagrade, Nagrade ZAVNOBiH-a i AVNOJ-a.
Biblioteka u Tuzli u kojoj je Sušić bio upravnik od 4. aprila 2002. godine je nazvana njegovim imenom: Javna ustanova i narodna biblioteka „Derviš Sušić“.

## Bibliografija
- 1. Jabučani. Zadružno izdavačko preduzeće. Sarajevo, 1950.
- 2. S proleterima. Svjetlost. Sarajevo, 1950.
- 3. Momče iz Vrgorca. Seljačka knjiga. Sarajevo, 1953.
- 4. Ja, Danilo. Beletra. Sarajevo, 1960; - 2. izd. Veselin Masleša, 1963; - Prijevod na njemački. Zürich, 1967; - 3. izd. Veselin Masleša. Sarajevo, 1969; - En Danilo. Budapest, 1970; - Danilo und die Weltgeschichte. München -Wien, 1966; - Jo, bosnoleku partyzant. Warszawa, 1975; - Moskva, 1982; - Veselin Masleša. Sarajevo, 1983; - Oslobođenje. Sarajevo, 1984; - Svjetlost. Sarajevo, 1984/85; - Oslobođenje. Sarajevo, 1989.
- 5. Danilo u stavu mirno. Veselin Masleša. Sarajevo, 1961.
- 6. Teferič. Svjetlost. Sarajevo, 1963.
- 7. Kurir. Roman za djecu. Veselin Masleša. Sarajevo, 1964; 1969; 1976.
- 8. Drugarica Istorija. Scenska igra za djecu. Narodno pozorište. Tuzla, 1965.
- 9. Pobune. Veselin Masleša. Sarajevo, 1966.
- 10. Uhode. Svjetlost. Sarajevo, 1971; - Zalezovalci. Ljubljana, 1979; - Univerzal. Tuzla, 1980; - Svjetlost. Sarajevo, 1982; - Oslobođenje. Sarajevo, 1989.
- 11. Hodža strah. Svjetlost. Sarajevo, 1973; - Hodza strach. Bratislava, 1977.
- 12. Žestine. Veselin Masleša. Sarajevo, 1976.
- 13. Tale. Oslobođenje. Sarajevo, 1980.
- 14. Parergon. Bilješke uz roman Tale. Oslobođenje. Sarajevo, 1980.
- 15. Izabrana djela. I-III. Univerzal. Tuzla, 1980.
- 16. Žar i mir. Hronika jednog mirnodopskog ljeta negdje u Bosni. Knjiga I-II. Oslobođenje. Sarajevo, 1983.
- 17. Veliki vezir. Istorijska drama u dva dijela (šest slika). Zajednica profesionalnih pozorišta. Sarajevo, 1984.
- 18. Izabrana djela. Knjiga I-X. svjetlost. Sarajevo, 1985.
- 19. A. triptih. Oslobođenje. Sarajevo, 1985.
- 20. Nevakat. Roman. Svjetlost. Sarajevo, 1986; - Kohe e lige. Parktehu Sabedin Halit. Rilindija. Priština, 1987.
- 21. Listopad. Svjetlost. Sarajevo, 1987.
- 22. Jesenji cvat. Drama. Oslobođenje. Sarajevo, 1988.
- 23. Drame. (Jesenji vrt; Veliki vezir; Posljednja ljubav Hasana Kaimije; Baja i drugovi). Oslobođenje. Sarajevo, 1988.
- 24. Cvijet za čovjekoljublje. Oslobođenje. Sarajevo, 1989.
- 25. Čudnovato Oslobođenje. Sarajevo, 1992.

## Kontroverze
Postoje javno iskazani stavovi o tome da je delo Derviša Sušića Parergon u suštini „udbaški pamflet“, „policijsko publicističko delo“, u kojem je Islamska zajednica za vreme Drugog svetskog rata prikazana kao profašistička kolaboracionistička organizacija.

## Spoljašnji izvori
- Biografija Derviša Sušića na internet sajtu J.U, Narodne i univerzitetske biblioteke „Derviš Sušić“ u Tuzli.